# Lago Cultus (Colúmbia Britânica)
O lago Cultus é um lago a que se encontra associado o Parque Provincial do Lago Cultus, no Vale Fraser na província da Colúmbia Britânica, Canadá. 

## Descrição
Este lago é a fonte do Rio Sweltzer, apresenta águas relativamente quentes, e levou a área a tornar-se um destino de lazer popular. Oferece amplas oportunidades para a pesca, esqui aquático, windsurf e caminhadas. 
O Lago Cultus está localizado a 11 km (6,8 milhas) ao sul do rio Chilliwack, perto da cidade de Chilliwack e a cerca de 80 km (50 milhas) a leste de Vancouver. O lago Cultus tem uma área de 656 hectares, sendo que o Parque Provincial do Lago Cultus, criado em 1950, está  uniformemente distribuído de ambos os lados do lago. 